# Віслинське зледеніння

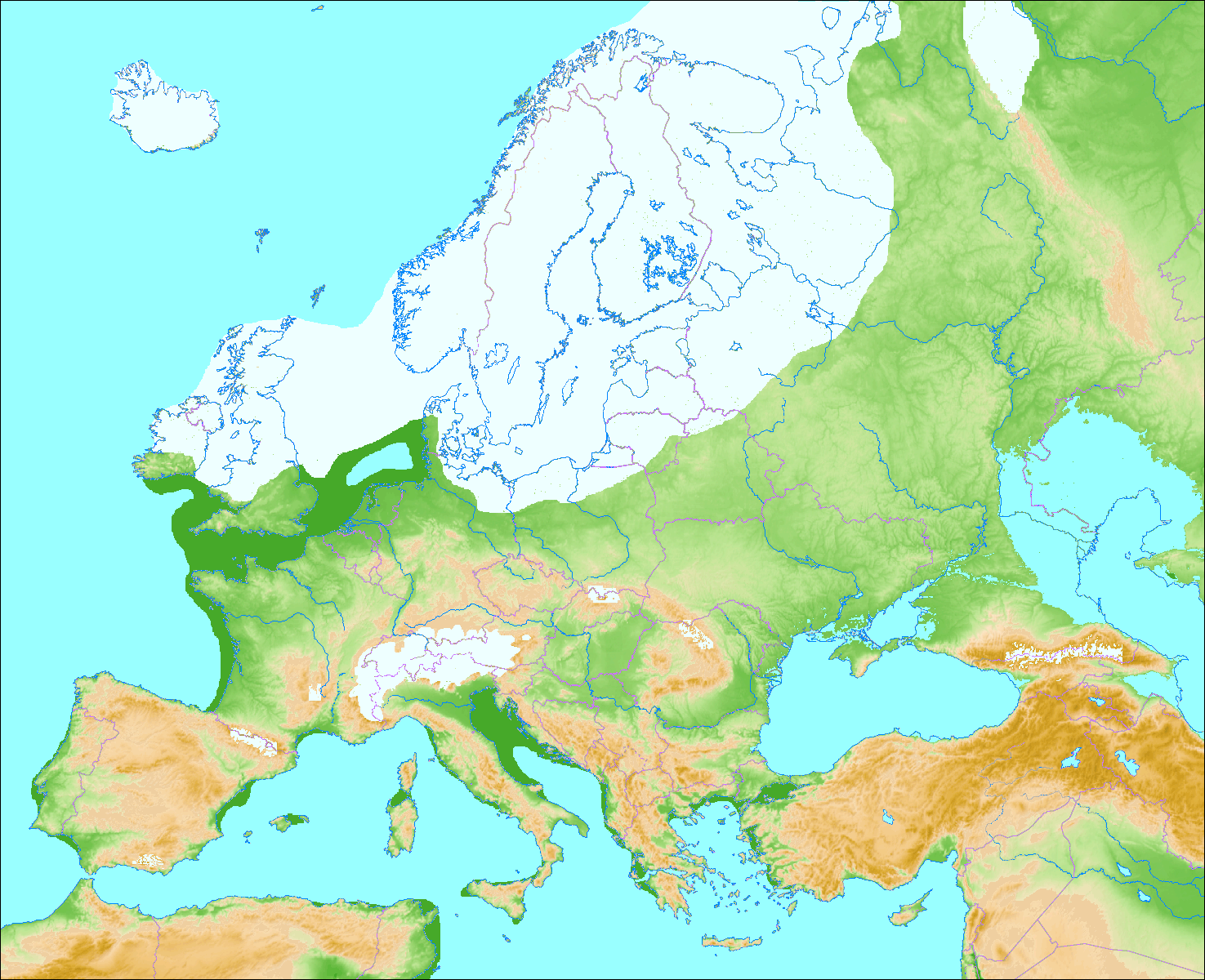
Європа під час Віслинського та Вюрмського зледенінь

Віслинське зледеніння назва останнього льодовикового періоду та пов'язаного із ним зледеніння Північної Європи.
В Альпійському регіоні відповідає Вюрмському зледенінню.
Мав великий льодовиковий щит (Фенно-скандинавський льодовиковий щит), що поширювався від Скандинавських гір

і простягався аж до східного узбережжя Шлезвіг-Гольштейну, Центральної Німеччини та Північно-Західної Росії.
У Північній Європі це найостанніший з льодовиків плейстоценового льодовикового періоду.
Попереднім теплим періодом у цьому регіоні був еємський інтергляціал.
Останній холодний період розпочався приблизно 115 000 років тому і закінчився 11 700 років тому.

## Назви в різних частинах Землі
Зледеніння останнього льодовикового періоду мають різні назви згідно з історичною традицією цих регіонів: Фрейзерське (на Тихоокеанській Кордильєрі у Північній Америці), Вісконсинське (у центральній частині Північної Америки), Девенсійське (на Британських островах), Мідлендське (в Ірландії), Вюрмське (в Альпах), Мериданське (у Венесуелі), Віслинське (у північній частині Центральної Європи та Північній Європі), Валдайське у Східній Європі, Зирянське у Сибіру, Янкіуе в Чилі, і Отіранське у Новій Зеландії.

## Розвиток зледеніння

### Рання та Середня Вісла
Фенноскандський льодовиковий щит Віслинського зледеніння, швидше за все, розвився із гірського зледеніння невеликих льодовикових полів та льодовикових шапок у Скандинавських горах.
Початкове зледеніння Скандинавських гір могло б бути забезпечене вологою, що надходила з Атлантичного океану.
Мабуть, найкращими сучасними аналогами цього раннього зледеніння є льодовикові поля Андської Патагонії.

Оскільки близькість до помірного клімату Північної Атлантики зазвичай перешкоджає зростанню льоду в Скандинавії, ймовірно, що зміни в Північній Атлантиці необхідні для розвитку зледеніння в Скандинавії. 
Зледеніння Канадського Арктичного архіпелагу може вплинути на це, транспортуючі «відносно свіжішу» воду з Арктики та північної частини Тихого океану, що тече на схід від Гренландії, порушуючи конвекцію північноатлантичних глибинних вод. 

Згідно з цією точкою зору, будь-яке закриття Берингової протоки, яка блокує надходження вод північної частини Тихого океану до Північного Льодовитого океану, було б згубним для виникнення Скандинавського льодовикового щита. 

Ян Мангеруд стверджує, що частини норвезького узбережжя, ймовірно, були вільними від льодовика протягом більшої частини Віслинського зледеніння до останнього льодовикового максимуму.
38 — 28 тис. років тому у Фенноскандії був Олесуннський інтерстадіал.
Інтерстадіал отримав свою назву від муніципалітету Олесунн в Норвегії, де його існування було вперше встановлено

### Останній льодовиковий максимум

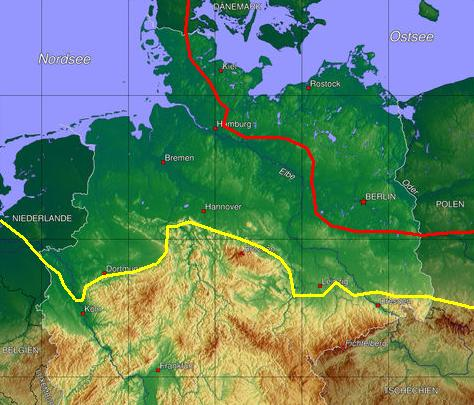
Максимальне просування льодовика (Бранденбурзька стадія) під час Віслинського зледеніння у Північній Німеччині (червона лінія).
Найдальше просування льодовика під час Заальське зледеніння (жовта лінія). Примітки: Зверніть увагу на мапі подано сучасний рівень моря. За часів зледеніння він був набагато нижчим

Зростання льодовикового покриву до останнього льодовикового максимуму розпочалося після Олесуннського інтерстадіалу.

Зростання льодовикового покриву супроводжувалося міграцією льодового покриву зі Скандинавських гір на схід у Швецію та Балтійське море.

Оскільки льодовикові покриви на півночі Європи зростали до останнього льодовикового максимуму, Фенноскандійський льодовиковий щит злився з льодовиковим щитом Баренцевого моря 24 тис. років тому, та з льодовиковим щитом Британських островів приблизно через тисячу років.
У цей момент Фенноскандійський льодовиковий щит став частиною більшого Євразійського льодовикового щита — льодовикової маси, що охоплювала територію від Ірландії до Нової Землі.

Проте центр льодовика (північно-східна Швеція та північна Фінляндія) уникнув зледеніння через високу аридність клімату, там були збережені раніше існуючі форми рельєфу.

Також варто відзначити, що перед фронтом льодовика з'явились великі моренні озера.

Під час останнього льодовикового максиму максимальне просування льодовику було досягнуто 22 тис. років тому на південній межі льодовикового покриву в Данії, Німеччині та Західній Польщі. У Східній Польщі, Литві, Білорусі та Псковській області, Росії льодовик досяг свого максимального рівня близько 19 тис. років тому. На решті північно-західної частини Росії найбільше просування льодовика відбулося 17 тис. років тому.

### Дегляціація до нижнього дріасу
Льодовик почав відступати 22-17 тис. років тому. Данія (крім Борнгольма), Німеччина, Польща та Білорусь звільнились від льодовика 16 тис. років тому.
Потім льодовик відступав до нижнього дріасу, коли льодовик стабілізувався.
На цей час більша частина Геталанду, Готланду, всі країни Балтії та південно-східне узбережжя Фінляндії, а також у Росії Ладозьке озеро, Онезьке озеро, основна частина Кольського півострова та Біле море вже не мали льодовика.
До нижнього дріасу дегляціація не була рівномірною, і невеликі льодовикові поля відновлювались, утворюючи низку кінцевих моренних систем, особливо у Геталанді.

Під час зледеніння талі води утворили численні ози та зандри. У північно-центральній частині Смоланду і на півдні Естергетланду частина талої води проходила через низку каньйонів.
.
Існує припущення, що під час нижнього дріасу невеликий льодовик у Швеції створив природну систему шлюзів, через які прісноводні Mysis та Salvelinus, потрапили до озер, таких як Соммен, які ніколи не були пов'язані з Балтійським льодовиковим озером. Виживання цих таксонів на сьогодні означає, що вони є льодовиковими реліктами.

### Завершення дегляціації
Коли відновився відступ льодовика, льодовиковий покрив дедалі більше концентрувався в Скандинавських горах (у Росії Фенно-Скандинавський льодовиковий щит станув 10,6 тис. років тому та у Фінляндії до 10,1 тис. років тому).
Подальший відступ льодовика призвів до того, що льодовиковий щит сконцентрувався у двох частинах Скандинавських гір: одна частина на Півдні Норвегії, а інша — у Північній Швеції та Норвегії.
Ці два центри були пов'язані певний час.
Зв'язок становив основний дренажний бар'єр, який утворювали різні великі та тимчасові моренні озера.
Близько 10,1 тис. років тому зв'язок зник, а приблизно через тисячу років зник льодовиковий щит Південної Норвегії.
Північний льодовиковий щит залишився ще на кілька сотень років, так що на 9,7 тис. років тому на сході гір Сарек розташовувся останній залишок Фенноскандійського льодовикового щита.

Невідомо, чи льодовиковий щит розпався на декілька частин перед зникненням, чи він зменшився, зберігаючи свою цілісність у вигляді єдиної льодовикової маси.

Не виключено, що, невеликі льодовики залишалися на схід від гір Сарек, у найвищих точках.

Залишки льодовика на схід від гір Сарек утворили різні ефемерні озера, запружені льодом, які спричинили численні повені льодовикових озер на річках крайньої півночі Швеції

### Післяльодовиковий відскок

Мапа Литоринового моря близько 7000 років тому Зверніть увагу на зменшення площі Фінляндії через вищий рівень моря.

Післяльодовиковий відскок, який відбувається внаслідок дегляціації, можна спостерігати на змінах берегової лінії Балтійського моря та інших прилеглих водойм.
У Балтійському морі підняття було найбільшим на Високому березі на заході Ботнічного моря.
В межах Високого берега реліктова берегова лінія зараз знаходиться на висоті 286 м над рівнем моря у Скулебергеті на даний момент є найвищою відомою точкою Землі, яка була піднята післяльодовиковим ізостатичним відскоком.

На північ від Високого берега у Фуруегрунді біля узбережжя Шеллефтео лежить район з найвищими в даний час показниками підняття зі значеннями близько 9 мм/рік

Науковці вважають що післяльодовиковий відскок, може призведе до розколу Ботнічної затоки на південну затоку та північне озеро з межею через Північний Кваркен не раніше ніж через 2000 років.

Ізостатичний відскок утворив Стокгольмський архіпелаг.

З моменту початку дегляціації швидкість післяльодовикового відскоку у затоці Кандалакша змінювалася. З часу підняття Білого моря до рівня Світового океану вздовж південного узбережжя затоки склало 90 м.
9500–5000 років тому швидкість підйому становила 9–13 мм/рік. до Атлантичного періоду швидкість підйому знизилася до 5–5,5 мм/рік, але потім ненадовго пришвидшилась перед тим, як досягти, нинішньої швидкості підйому 4 мм/рік.

Науковці вважають, що післяльодовиковий відскок призвів до низки зсувів на заході Швеції, оскільки тиск пор збільшився, коли зона підживлення підземних вод перевищила рівень моря.

## Хронологія та поділ Віслинського зледеніння
Близько 115 тис. років тому

середні температури помітно впали, а тепло-люблячі лісові види були витіснені.
Цей значний поворотний момент у середніх температурах ознаменував кінець еємського інтергляціалу та початок Віслинського зледеніння, яке має поділ на три частини (поділ засновано на коливанні температури):
- Ранній Віслинський гляціал,[23][24]
- Високий Віслинський гляціал[23] (також Віслинський пленігляціал[24])
- Пізній Віслинський гляціал[24].

Під час Віслинського гляціалу у північній півкулі були часті серйозні зміни клімату, так звані події Дансгаарда-Ешгера.
Ранній Віслинський гляціал (115 — 60 тис. років тому), має поділ на чотири етапи:
- Оддерадський інтерстадіал (WF IV): аналіз спектру пилку вказує на існування бореальних лісів. Починається з фази березових гаїв, яка швидко переходить у фазу соснових борів. Також помітні модрина та ялина, а також певна кількість вільхи.
- Рудершталлерський стадіал (WF III): у Північній Німеччині аналіз спектру пилку вказує на трав'янисту тундру, за якою пізніше з'являється чагарникова тундра.
- Брерупський інтерстадіал (WF II): кілька зразків демонструють короткий період охолодження невдовзі після початку Брерупського інтерстадіалу, але це відображається не у всіх зразках. Це змусило деяких авторів виділити перший теплий період як Амерсфортський інтерстадіал. Проте більшість науковців перший теплий період та фазу охолодження включають до Брерупського інтерстадіалу. Північ Центральної Європи була залісена березовими та сосновими лісами. Брерупський інтерстадіал ідентифікується з морською ізотопною стадією 5c.
- Гернінзький стадіал (WF I): перша холодна фаза, під час якої північно-західна Європа в основному була безліса. Відповідає морській ізотопній стадії 5d.

Високий Віслинський гляціал (57 — 15 тис. років тому) Льодовиковий щит просунувся до Північної Німеччини.
Проте у цей період було задокументовано кілька інтерстадіалів.
- Льодовиковий щит просувається до Північної Німеччини (Бранденбурзька фаза, Франкфуртська фаза, Поморська фаза, Мекленбурзька фаза).
- Дененкампський інтерстадіал: аналіз спектру пилку вказує на існування чагарникової тундри.
- Генгельський інтерстадіал: аналіз спектру пилку вказує на осокові (Cyperaceae) гаї і тимчасово велику кількість карликових берез (Betula nana).
- Моерзгуфдський інтерстадіал: аналіз спектру пилку вказує на безлісну тундрову рослинність з високою часткою осоки (Cyperaceae).
- Гліндський інтерстадіал (WP IV): аналіз спектру пилку вказує на безлісну, чагарникову тундру.
- Еберсдорфський стадіал (WP III): у Північній Німеччині цей період характеризується без пилковими пісками.
- Ерельський інтерстадіал (WP II): аналіз спектру пилку вказує на безлісну, чагарникову тундру у Північній Німеччині.
- Шалькгольцький стадіал (WP I): льодовиковий фронт, можливо, вже досяг південного узбережжя Балтійського моря. У типовому районі Шалькгольц період характеризується без пилковими пісками що вказує на переважно вільний від рослинності ландшафт.

Короткий Пізній Віслинський гляціал (12,5 — с. 10 тис. років тому)
був періодом повільного потепління після Високого Віслинського гляціалу.
Проте потепління знову було перервано деякими холодними епізодами.
- Верхній дріас: у цей період частка не деревного пилку знову зросла, особливо геліофітів.
- Аллередська осциляція: у цьому періоді знову переважає пилок берези.
- Середній дріас: прохолодний період характеризується зменшенням пилку дерев.
- Беллінгська осциляція: період починається зі стрімкого збільшення пилку деревних берез.
- Нижній дріас: прохолодний період характеризується максимальною кількістю не деревного пилку.
- Меєндорфська осциляція: характеризується зростанням пилку карликових берез (Betula nana), верб (Salix sp.), обліпихи (Hippophae), ялівцю (Juniperus) та полину (Artemisia).

Після останнього з цих холодних періодів, нижнього дріасу, Віслинський льодовик станув та розпочався різкий підйом температури близько 9660 років тому

Це було початком нашого нинішнього інтергляціалу — голоцену.